# Virgilio Acuña
Virgilio Acuña Peralta (Tacabamba, Cajamarca; 3 de enero de 1951) es un ingeniero civil y político peruano. Fue Congresista de la República en representación de Lambayeque durante el periodo 2011-2016, Regidor de Lima durante el periodo 2003-2006 y Viceministro de Transportes desde 2022 hasta 2023.

## Biografía
Nació en Tacabamba, Cajamarca; el 3 de enero de 1951. Hijo de Héctor Acuña Cabrera y de Clementina Peralta Alvarado, es hermano de César Acuña y Humberto Acuña.
Realizó sus estudios primarios y secundarios en el Colegio Nacional San Juan de Chota.
Estudió la carrera de Ingeniería Civil en la Universidad Nacional de Cajamarca.
Fue profesor durante 8 años en la Universidad Nacional Pedro Ruiz Gallo de Chiclayo. Cuenta con estudios en el Programa de Alta Dirección y el Programa de Formación Empresarial de la Universidad de Piura; posee una Maestría en Gobernabilidad en el Instituto de Gobierno de la Universidad de San Martín de Porres y es candidato a Doctor en Educación Superior por la Universidad de Cádiz – España.
En el segundo mandato municipal 2007-2010 se desempeñó como miembro del directorio de la Empresa Municipal de Peaje – EMAPE.
En el 2004, incursiona como promotor educativo, habiendo fundado el Colegio Bruning y la Universidad de Lambayeque en la ciudad de Chiclayo. También fundador de la Corporación Acuña y Peralta, empresa dedicada hace 3 décadas a la construcción.
Fundador del Movimiento Político Primero Lambayeque y actual candidato al gobierno regional por esa agrupación.

## Vida política
Su carrera política se inicia en las elecciones generales de 1990, donde fue candidato a la Cámara de Diputados por la Izquierda Unida, sin embargo, no resultó elegido.
Fue miembro fundador del Partido Solidaridad Nacional liderado por el exalcalde Luis Castañeda Lossio.
En 1998 participó en el Foro Democrático, prestigiosa institución que lucha por la recuperación de la democracia. 

### Regidor de Lima (2003-2006)
En las elecciones municipales del 2002, Acuña fue elegido Regidor de Lima por Unidad Nacional, durante la gestión de Luis Castañeda Lossio, para el periodo 2003-2006. 

### Congresista (2011-2016)
En las elecciones generales del 2011, fue elegido Congresista de la República en representación de Lambayeque por la Alianza Solidaridad Nacional, con 26,058 votos, para el período parlamentario 2011-2016.
Durante su labor parlamentaria, fue Vocero de su bancada, Secretario de Comisión de Inclusión Social (2012-2013) y Presidente de la Comisión Especial para las Prevenciones al Fenómeno del Niño (2015-2016).
Culminando su gestión, intentó su reelección al Congreso en las elecciones generales del 2016 por la Alianza para el Progreso del Perú, alianza liderada por su hermano César Acuña. Sin embargo, Acuña no resultó reelegido.
Intentó nuevamente ser elegido al Congreso en las elecciones parlamentarias del 2020 por Unión por el Perú, alianza liderada por Antauro Humala. Sin embargo, Acuña no resultó reelegido.

### Viceministro de Transportes (2022-2023)
El 24 de noviembre fue nombrado viceministro en el despacho de Transportes por el entonces ministro Richard Tineo. Cargo que duró hasta su renuncia el 12 de enero del 2023.

## Publicaciones
- Autor del Libro: Perú Federal - Un Cambio con Valentía (2022)
- Autor del Libro: “Transporte y Lucha Contra la Pobreza” (2006).
- Co-Autor del Libro: “Reforma de la Universidad Peruana: Dimensión Legislativa” (2002), con el Arq. Javier Sota Nadal.
- Autor del Libro: “El Proceso Administrativo de Control Interno en la Gestión Municipal” (2002)